# Jan Hus
(Jan Hus, Spiegazione della Confessione di fede, 1412)
Jan Hus (AFI: [ˈjan ˈɦus]; Husinec, 1371 circa – Costanza, 6 luglio 1415) è stato un teologo e un riformatore religioso boemo; ordinato prete, divenne predicatore a Praga dando prova di vasta cultura filosofico-teologica, suoi argomenti principali erano l'accusa della corruzione del clero e la necessità di una riforma della vita morale di laici ed ecclesiastici.
Jan Hus viene considerato il primo anticipatore della Riforma protestante insieme a Pietro Valdo (iniziata circa un secolo dopo la sua morte), essendo vissuto prima di Lutero, Calvino e Zwingli. Dopo la sua morte, gli Hussiti si schierarono in massa contro la corruzione e contro la Chiesa cattolica, respingendo ben cinque crociate bandite contro di loro. Un secolo più tardi, il 90% degli abitanti delle Terre ceche continuò a rimanere anti-cattolico, aderendo alla Riforma protestante oppure entrando a far parte dell'Unione dei Fratelli Boemi, questi ultimi diretti successori del movimento hussita.

## Biografia
Giovane studente povero, giunse a Praga nel 1390 per studiare all'Università, dove erano vivi i fermenti del movimento riformatore boemo - fondato vent'anni prima fuori dell'Università ma oggetto di una repressione che aveva portato alla chiusura della scuola dei predicatori aperta da Jan Milič, ispirato dall'austriaco Konrad Waldhauser (1326-1369), nel 1372 - che si proponeva il rinnovamento della chiesa attraverso il ritorno a un pauperistico cristianesimo primitivo e all'attesa del prossimo Nuovo Regno. Milič, che aveva individuato nell'eccessiva ricchezza accumulata dalla chiesa avignonese e romana una delle cause più importanti del decadimento dei costumi ecclesiastici, aveva inutilmente cercato di premere sulle gerarchie; sospettato di eresia e convocato ad Avignone per essere esaminato, vi era morto nel 1374.
La sua dottrina fece proseliti e nel maggio del 1391 fu fondata a Praga la Cappella di Betlemme, una nuova scuola ove si predicava in lingua boema e si ospitavano studenti universitari.
Nel 1393 Hus ottenne il baccellierato in filosofia, nel 1395 si laureò magister in artibus e nel 1398 iniziò a insegnare Filosofia nella stessa Università praghese; ordinato sacerdote nel 1400, continuò a studiare Teologia con Stanislao da Znojmo , divenne "Decano della facoltà delle Arti" nel 1401, dal marzo del 1402 predicò per la prima volta nella "Cappella di Betlemme". Fu un suo avversario, l'agostiniano norimberghese Oswald Reinlein, a lasciare una testimonianza della sua attività: «Le sue prediche erano frequentate dalla quasi totalità della popolazione praghese; nella Cappella di Betlemme egli predicava due volte nei giorni festivi e ancora due volte nel periodo di Quaresima. In tutti gli altri giorni teneva due lezioni e tre discorsi la domenica. Per i poveri che gli venivano raccomandati Hus chiedeva elemosine ai suoi conoscenti; usava invitare a tavola i maestri e ricevere con amore e bontà ogni visitatore».
Nei primi anni Hus si limitò a riportare quanto contenuto nelle Sacre Scritture ma in breve cominciò, nelle sue prediche, a richiedere una riforma dei costumi ecclesiastici.

### Influenza di Wyclif

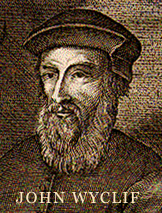
John Wyclif

Hus conobbe le opere di Wyclif (ca 1329 - 1384) verso il 1398. Il doctor evangelicus inglese considerava la gerarchia ecclesiastica romana profondamente corrotta, infatti in quel periodo erano presenti ben tre papi, non avendo alcuna fiducia nelle possibilità di autoriforma delle autorità ecclesiastiche, sperava che una riforma della Chiesa si potesse ottenere attraverso un'iniziativa dei governi; condannato nel Concilio di Londra del 1382, i suoi scritti furono proibiti anche dall'Università di Praga nel 1403.
Jan Hus concordava pressoché in tutto con Wycliff (tranne che al riguardo della dottrina eucaristica, ove manteneva l'opinione ortodossa della transustanziazione) e, più ancora, vi concordavano i riformatori boemi, Stanislao da Znojmo e Stefano Páleč i quali infatti, convocati a Bologna per discolparsi del loro appoggio all'eresia wyclifiana, furono incarcerati e percossi su ordine del cardinale Baldassarre Cossa, futuro papa, ma poi considerato antipapa, Giovanni XXIII. Dopo quell'esperienza, il Páleč rientrò prontamente nei ranghi dell'ortodossia romana e divenne poi uno degli accusatori di Hus.
La Chiesa era allora divisa dallo Scisma d'Occidente, con un papa, Benedetto XIII, ad Avignone e un altro, Gregorio XII, a Roma, eletto nel 1406. Per porre termine alla scissione, alcuni cardinali delle due fazioni avevano progettato d'indire un concilio a Pisa che eleggesse di comune accordo un nuovo papa, ponendo termine alla divisione.
Di fronte alla scissione, Hus era favorevole a mantenere una posizione di neutralità, in attesa che il futuro concilio dirimesse lo scisma. Analogo atteggiamento fu deciso dal re boemo Venceslao IV, diversamente dall'arcivescovo di Praga Zajíc Zbynek, che insisteva sulla necessità di obbedire al papa di Roma. Sospettando in Hus un seguace di Wyclif l'arcivescovo costituì una commissione, presieduta dall'inquisitore Maurizio Rvačka, incaricata di valutarne l'ortodossia.
Dopo la morte di John Wyclif le sue istanze verranno portate avanti dal movimento dei "Lollardi"; con la bolla Inter Cunctas del 22 febbraio 1418, trentuno anni dopo la morte di Wyclif, verranno tutte condannate dal legittimato e riconosciuto pontefice Martino V. Tesi già affrontate al Concilio di Costanza nel decreto Haec sancta.
Intanto, una riforma dell'amministrazione dell'Università di Praga, decisa da re Venceslao, rovesciava la norma vigente fino ad allora, in cui fra gli elementi nazionali lì rappresentati, quello tedesco aveva diritto a tre voti e ogni altro ad uno, attribuendo ora tre voti all'elemento nazionale boemo e uno a ciascun altro. In seguito a questa riforma, nel maggio 1409 i docenti e gli studenti tedeschi abbandonarono Praga per stabilirsi soprattutto a Lipsia, dove fu fondata una nuova Università, mentre a ottobre, grazie ai nuovi statuti, il boemo Hus poté essere eletto rettore dell'Università di Praga.

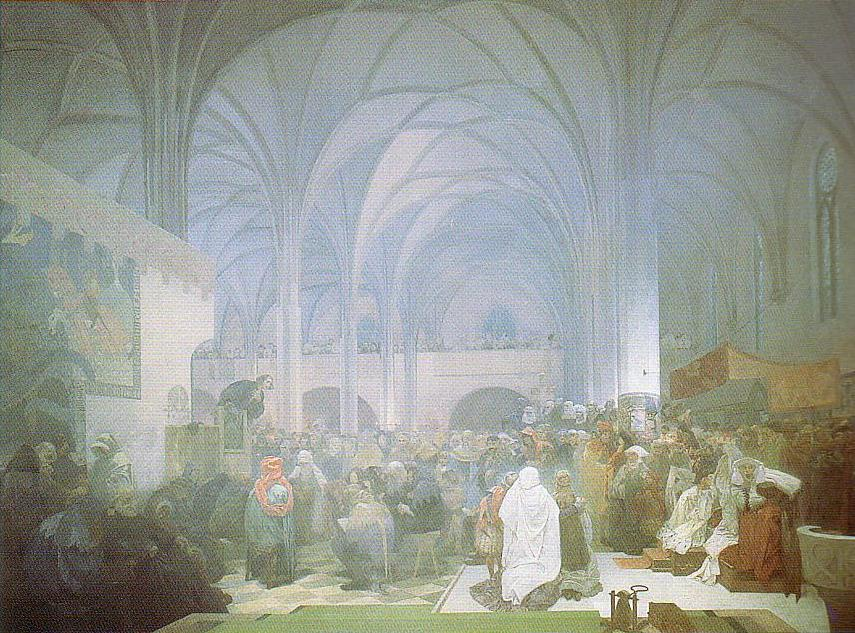
Predica di Hus nella Cappella di Betlemme, dipinto di Alfons Mucha

Il concilio di Pisa si era intanto concluso il 26 giugno 1409 con l'elezione di un nuovo papa, Alessandro V, non riconosciuto però da tutta la cristianità, cosicché ora risultavano in carica ben tre papi. A dicembre, Alessandro V firmava la bolla che, dopo aver nuovamente condannato gli scritti di Wyclif, autorizzò l'arcivescovo praghese a vietare a Hus di predicare, notifica comunicatagli solo nel giugno 1410, quando Alessandro V era già morto e gli era succeduto Giovanni XXIII
Hus decise di non obbedire e di appellarsi al papa; si rivolse ai fedeli nella Cappella di Betlemme: «Il defunto papa, di cui non saprei dirvi se si trova in paradiso o all'inferno, scriveva nelle sue pergamene contro gli scritti di Wyclif in cui vi sono pure molte cose buone. Io ho presentato appello e mi appellerò nuovamente [...] Io devo predicare anche se un giorno dovessi lasciare il paese o morire in carcere. Poiché i papi possono mentire ma il Signore non mente».
Convocato a Roma per giustificare la propria posizione, Hus rifiutò con la protezione del re che, ambendo alla carica imperiale, voleva risolvere la disputa teologica per mostrare la propria autorità tanto nei problemi civili che in quelli religiosi. L'arcivescovo Zbynek bandì invano Hus il 15 marzo 1411 e altrettanto vanamente lanciò l'interdetto su Praga l'8 giugno: re Venceslao affidò a un collegio arbitrale la disputa tra l'arcivescovo e Hus e l'arbitrato stabilì che il bando e l'interdetto fossero rimessi e che Hus non fosse tenuto a presentarsi a Roma.

### Il mercato delle indulgenze
Intanto Giovanni XXIII aveva proclamato la "guerra santa" contro Ladislao, re di Napoli, sostenitore di Gregorio XII, e iniziato la raccolta dei fondi necessari alla guerra mediante la vendita delle indulgenze, ossia la remissione delle pene temporali in cambio di denaro. Anche il re boemo appoggiava l'iniziativa papale, dal momento che una percentuale del ricavato sarebbe finita nelle casse statali.
Le proteste di Hus, che riteneva ogni guerra santa incompatibile col messaggio evangelico, di Girolamo da Praga e di molti cittadini furono represse; lo stesso Stefano Páleč, divenuto dottore in teologia dell'Università, esortò il re a soffocare la protesta; tre giovani furono condannati e decapitati.
Hus si spinse oltre: sosteneva la tesi di Wyclif secondo la quale un predicatore poteva predicare senza il permesso del vescovo, dal momento che il dovere di annunziare il Vangelo è un comandamento di Cristo. Scomunicato alla fine del luglio 1412, il cardinale Pietro Stefaneschi, che presiedeva il processo ordinato dalla Curia romana, ne ordinò l'arresto e la demolizione della Cappella di Betlemme; il cardinale João Afonso Esteves da Azambuja (1340?-1415) recò a Praga l'atto di scomunica, promulgato nel sinodo della diocesi praghese il 18 ottobre 1412.

### L'appello a Cristo

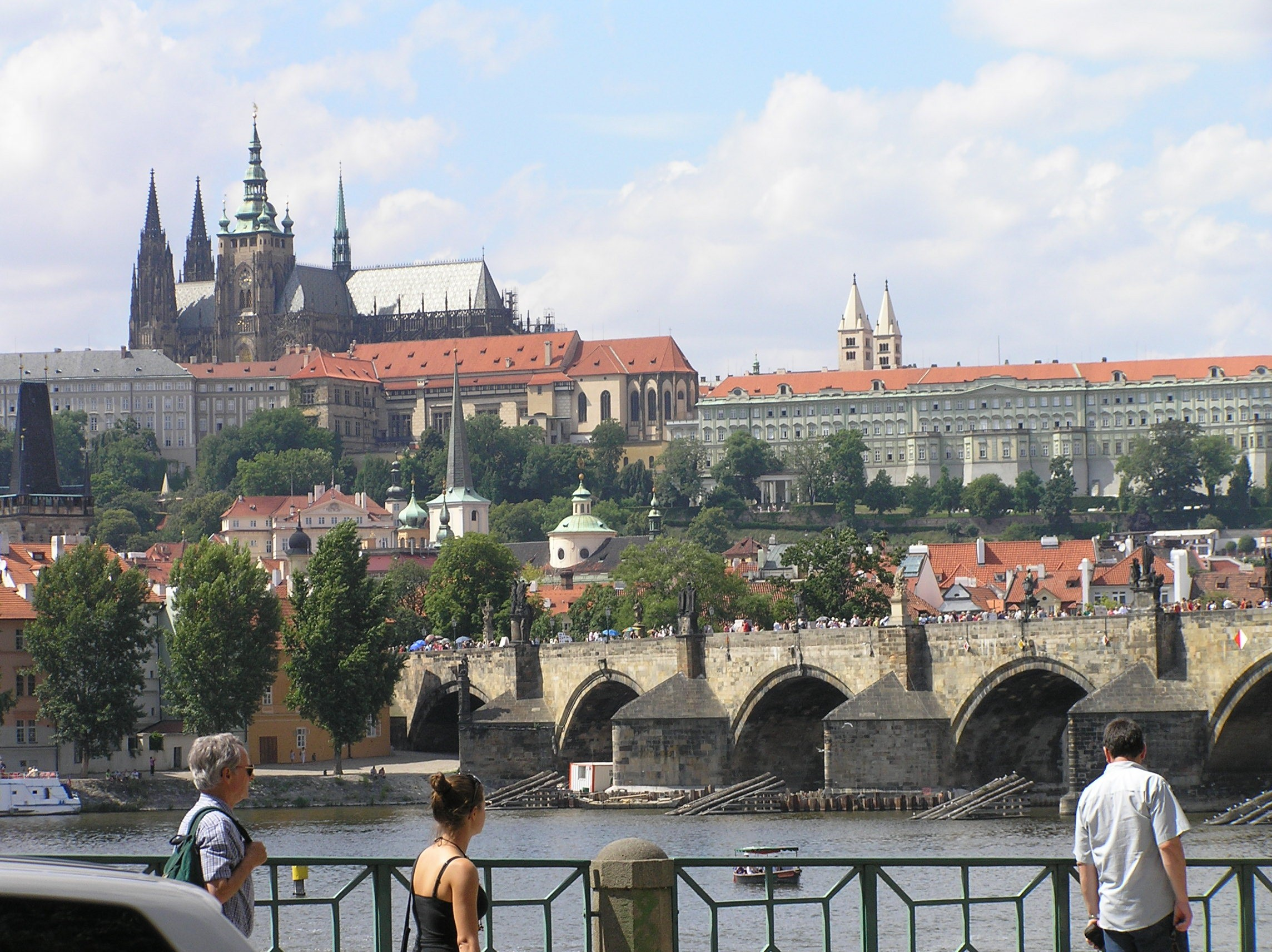
Il ponte Carlo a Praga

In risposta, Hus aveva già esposto, il 12 ottobre, sul ponte di Praga, nei pressi del palazzo arcivescovile, il suo "appello a Cristo", rivolto da: 
Poi, sottolineando la legittimità del suo ricorso: 
Ricordava che, convocato, non si presentò a Roma perché «Lungo la strada mi erano tese ovunque insidie e il pericolo corso da altri mi rese prudente» citando il trattamento riservato a Bologna ai suoi procuratori, i teologi Stanislao da Znojmo e Stefano Páleč, e menzionava il concordato raggiunto con l'arcivescovo di Praga Zbynek, al quale «non era noto in tutto il regno di Boemia un solo eretico e nemmeno nella città di Praga e nel Margraviato di Moravia».
Concludeva come, a suo avviso, «tutte le antiche leggi divine dell'Antico e del Nuovo Testamento, nonché le leggi canoniche dispongano che i giudici debbano visitare i luoghi dove si dice che sia stato commesso un delitto ed ivi esaminare l'accusa fatta [...] debbano rivolgersi a quelli che conoscono la condotta dell'accusato che non siano malevoli né gelosi verso di lui [...] poiché l'incolpato o accusato deve avere sicuro e libero accesso al luogo di giustizia e il giudice, come i testimoni, non debbano essere suoi nemici: è dunque evidente che non sussistevano queste condizioni per farmi comparire in giudizio».

### Il Concilio di Costanza

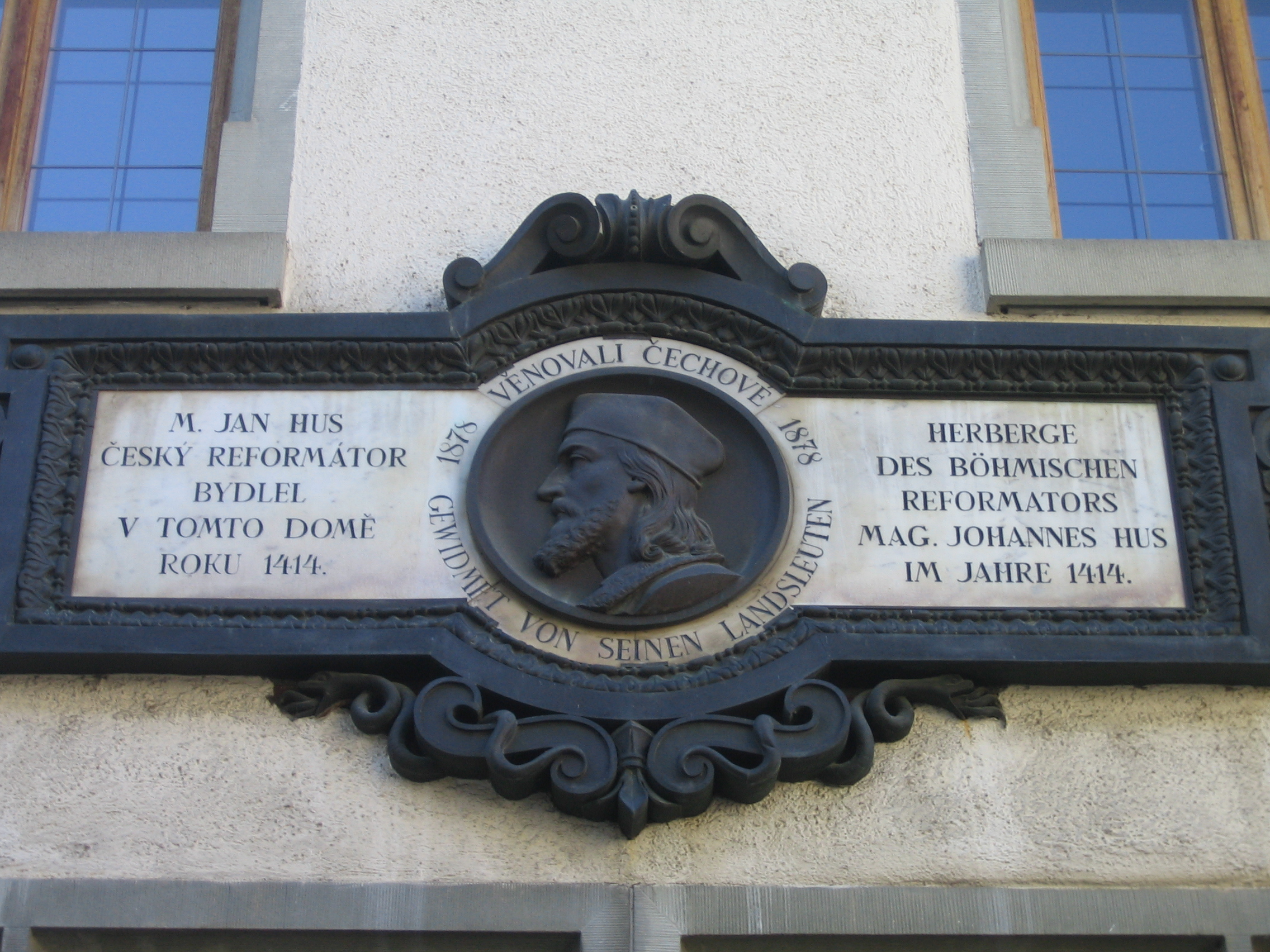
La casa di Costanza che ospitò Hus nel novembre 1414

All'ordine del re di non predicare, in un primo momento obbedì ma qualche settimana dopo riprese le sue prediche nei paesi della Boemia. Nel 1413 concluse quello che resta il suo scritto più noto, il De ecclesia, e scrisse Sulla simonia e la raccolta di sermoni Postilla.
Dopo il fallimento del Concilio di Pisa nel 1409, il re d'Ungheria Sigismondo di Lussemburgo (che l'8 novembre 1414 sarebbe poi stato incoronato Re dei Romani) convocò il 30 ottobre 1413 un nuovo concilio, da tenersi a Costanza il 1º novembre 1414, che affrontasse il problema dell'unità della Chiesa, eleggendo un nuovo papa, e che combattesse la corruzione ecclesiastica e ponesse fine alle dispute dottrinali, affrontando anche il caso Hus. A questo scopo Hus fu sollecitato a raggiungere Costanza, con la garanzia dell'incolumità. Hus partì per Costanza l'11 ottobre, sostando a Norimberga, a Ulma e a Biberach, e giungendo nella città tedesca il 3 novembre.
Giovanni di Chlum (Jan di Chlum, 1381–1424) fu l'unico cavaliere rimasto a proteggere Hus e il barone Jindrich Lacembok si presentarono al pontefice annunciando l'arrivo imminente di Hus. Mentre quest'ultimo passava i giorni a pregare chiedendo aiuto per il comportamento da tenere ma cercando di rimanere fermo nel proposito di non cedere al compromesso.
Il 27 e 28 novembre 1414, i vescovi di Augusta e di Trento lo vollero ascoltare. Venne invitato a un incontro amichevole dai cardinali Pierre d'Ailly (uomo con grandi influenze, estremamente potente), Ottone Colonna (il futuro pontefice Martino V), Guillaume Fillastre e Francesco Zabarella, coadiuvati dai teologi Inquisitori Michele de Causis e Stefano Paletz. Questi ultimi lo accusarono con un fuoco di fila di essere eretico ricordandogli pure la posizione di apostata. Chlum cercò l'intervento del pontefice che dopo avere temporeggiato (episodio risultante dalle cronache dell'epoca) lo ricevette chiedendo se Hus disponesse di un "salvacondotto imperiale". Risposta affermativa ma il documento intanto non saltava fuori.
Le trattative e gli interrogatori furono volutamente lenti con molte pause, per non creare sospetti.. Dopo aver risposto affermativamente per tre volte di avere il salvacondotto, non mostrandolo se non "a molte persone... tre giorni dopo l'arresto" (quindi la data è il primo dicembre), fu indicato al Concilio che Hus aveva presentato il salvacondotto "soltanto 15 giorni dopo l'incarcerazione"
La data dell'arresto  fu il 6 dicembre 1414: venne incarcerato in una cella buia e fredda, sporca, vicino a una latrina del monastero domenicano su un'isola in mezzo al Reno.
Il 20 marzo il papa "conciliare" Giovanni XXIII, di famiglia influente e molto potente, eletto il 17 maggio  1410, sul quale erano insistenti le accuse di corruzione, fuggì da Costanza e venne dichiarato decaduto in quanto simoniaco, mentre il papa "romano", Gregorio XII, si dimise spontaneamente; quanto al terzo papa, il papa "avignonese" Benedetto XIII, verrà poi deposto dal concilio il 26 luglio 1417 come scismatico ed eretico.
Bartolomeo Sacchi, storico, detto Platina, autore "delle vite de' Pontefici", opera ancora incensurata nel 1552, prima della scure del Concilio di Trento (purtroppo rovinerà molti testi con notizie non più veritiere tutte filtrate o peggio ancora distrutte) scriveva su Giovanni XXIII: "legato di Bologna et havea soldati armati... acciò che se con prieghi non havesse potuto ottenere, con minaccie, et arme l'ottenesse" e ancora in lui c'era "più ferocità, più audacia et più secularità... la vita sua era quasi da soldato, i costumi da soldato...". Da ricordare che siamo nel periodo del Grande scisma d'Occidente e che dopo la cattività avignonese, follie della storia, i collegi cardinalizi di Roma e Avignone, si misero reciprocamente ad eleggere un pontefice allo scopo, letteralmente, di andare uno contro l'altro. Nel 1378 Avignone elesse l'antipapa Clemente VII, Roma Urbano VI con il risultato che si scomunicarono a vicenda.
Dopo ben dieci pontefici, nel 1409 il Concilio di Pisa voluto da Giovanni XXIII, quando era ancora il cardinale Baldassarre Cossa, elesse pontefice Alessandro V Filargo. Cossa era pure intervenuto per l'elezione a imperatore di Sigismondo di Lussemburgo. Questi si adoperò per favorirlo al soglio di Pietro (eletto il 29 ottobre 1414) dopo la prudente "fuga" di Papa Gregorio XII, fuggito a Lucca.
Il pontefice (dichiarato poi eretico, siamo infatti in un periodo storico che facilmente desta confusione riguardo al soglio di Pietro) dovette misurarsi pure con le eresie. Il Papa odiava il Principe Ladislao dalla data del 1411 (dopo la scomunica) e per tale motivo aveva raccolto critiche da Jan Hus proprio per via dell'uso del potere temporale e del mercato delle indulgenze atte solo a finanziare le guerre. L'arcivescovo di Praga Zbyněk Zajíc z Haznburka (1376-1411, resse l'arcidiocesi nel periodo 1402-1411) su pressione di Roma istituì contro Jan Hus una commissione d'inchiesta. Hus era ispirato da John Wycliff, teologo delle sette eretiche predicatore contro la corruzione del clero. L'arcivescovo praghese bruciò  già 200 libri sul rogo scritti dal Wycliff. In "De arguendo credo" Hus lo criticherà per questo gesto. A questo punto Venceslao IV protettore di Hus sconsigliò la sua discesa a Roma. Era contro l'arcivescovo locale e il clero tedesco che nel 1409 lasciarono l'università di Praga per Lipsia.
Il grande rogo delle opere di Hus avvenne il 26 luglio 1410 con l'intervento dell'arcivescovo in accordo con il pontefice Baldassarre Cossa. Hus con la stesura del "De ortographia bohemica" mise ordine alla lingua per liberarsi dalla politica germanica iniziando dalla sua influenza culturale. Il patriottismo filo-Ceco aveva attirato le simpatie del re Venceslao e della moglie Sofia con il risultato che l'arcivescovo Zajic fuggirà in Ungheria, però durante il viaggio morirà in circostanze poco chiare. Papa Cossa si alleò con l'Sigismondo di Lussemburgo|imperatore Sigismondo dopo l'allontanamento di Luigi II d'Angiò. Jan Hus preferì (per la sua incolumità)  lasciare Praga per la boema Kozi. Il 25 agosto 1413 tre cardinali, inviati da Giovanni XXIII, il pontefice Cossa, a Como (presente in città l'imperatore) misero le premesse per organizzare un  Concilio nella località germanica di Costanza. L'otto  dicembre 1413 a Lodi Sigismondo fece pressioni su Hus per recarsi a Costanza. A Roma il 10 febbraio 1413 c'era già stata la presenza di Hus ma il principe Ladislao, (ultimo erede maschio della casata dei d'Angiò-Durazzo), aveva circondato la città. Il pontefice fuggì , per paura e in tempo a Bologna, città che era brevemente divenuta sede della corte papale nel periodo 1409-1410 per l'antipapa Alessandro V, mentre la Città eterna dalle ricchissime vicissitudini storiche, aveva già visto l'episodio della sua liberazione dall'assedio.

### Il processo
Ad aprile giunse a Costanza il discepolo di Hus, Girolamo da Praga, per ottenere da Sigismondo la liberazione del suo maestro, ma il Concilio rispose con un mandato di cattura; Girolamo fuggì, ma venne arrestato alla frontiera bavarese: sarà mandato al rogo il 30 maggio 1416.
Il 18 maggio 1415 venne intimato a Hus di ritrattare le sue affermazioni, considerate eretiche; ottenne un'udienza pubblica, da tenersi il 5 giugno, ove poter dimostrare l'ortodossia delle sue dottrine, ma gli venne impedito di parlare. Interrogato nei giorni successivi, alla presenza di Sigismondo, dai cardinali Zabarella e d'Ailly, che gli contestavano alcune tesi, in particolare quella secondo cui un re, un papa o un vescovo in peccato mortale decadono dalla loro carica e quella della dubbia necessità di un capo visibile della Chiesa, dal momento che solo Cristo è alla testa della comunità cristiana, rispose che con la deposizione di Giovanni XXIII la Chiesa continuava a essere retta da Cristo e rifiutò di abiurare.

### Le accuse contro Jan Hus

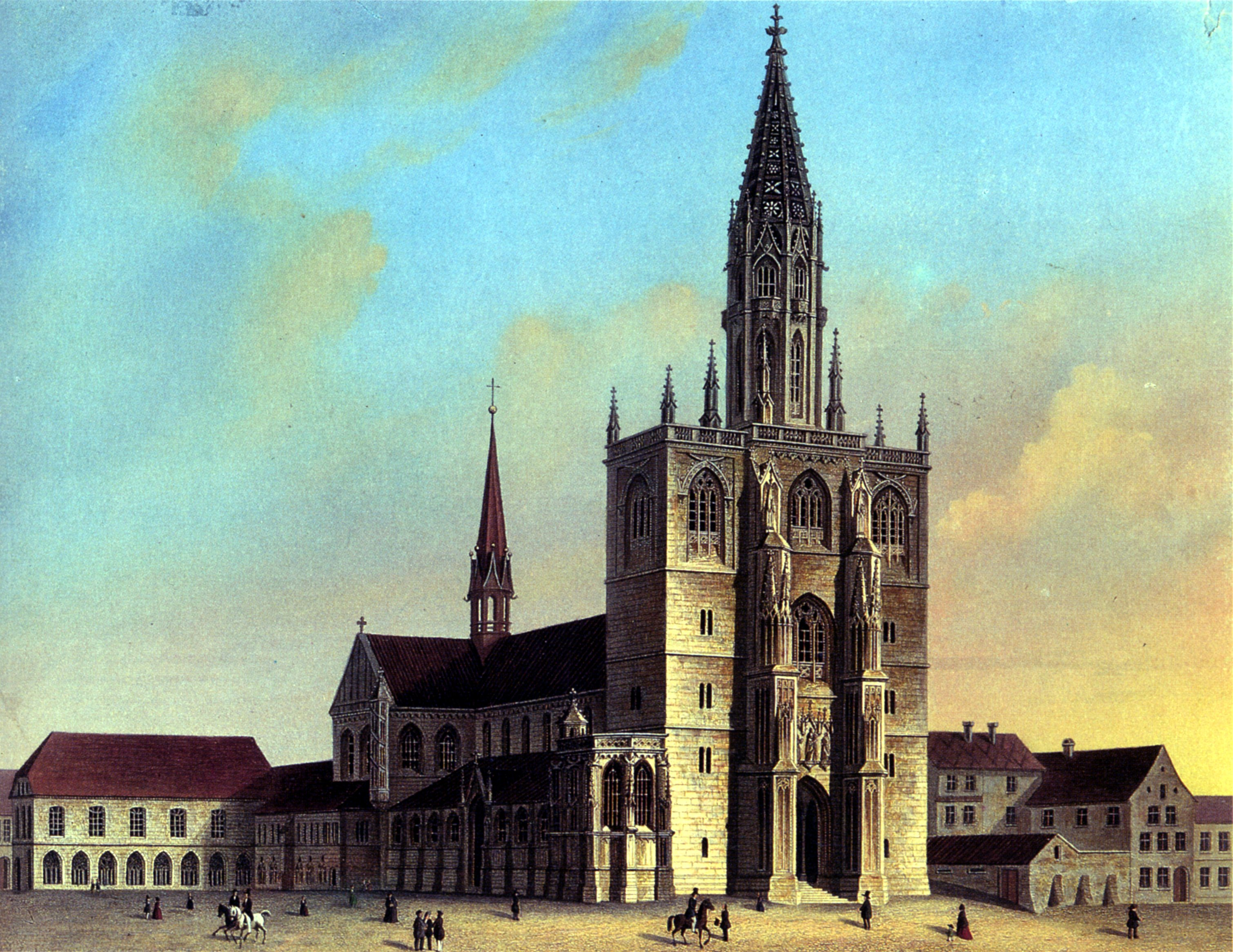
Il duomo di Costanza

Il 18 giugno 1415 il Concilio di Costanza ratificò un elenco di 30 accuse contro Hus, proposizioni considerate eretiche tratte da tre sue opere, il De ecclesia, il Contra Stephanum Palec e il Contra Stanislaum de Znoyma, dandogli tempo due giorni per contestarle. Si riportano le accuse e, in corsivo fra parentesi, le note di Hus:
- 1. Vi è una sola chiesa universale [intesa nel suo senso proprio, secondo Agostino], che è la totalità dei predestinati. E prosegue: la santa chiesa universale [intesa nel suo senso proprio] è solo una [cioè, propriamente parlando, non è parte di un'altra], dal momento che uno solo è il numero dei predestinati.

La frase è tratta dal De ecclesia. Qui e altrove, per "predestinati" s'intendono gli eletti, coloro che si salveranno, e per "preconosciuti" i dannati nell'ultimo giudizio. Con la sua precisazione, Hus voleva escludere l'interpretazione, che gli si sarebbe voluta attribuire, di concepire la chiesa militante costituita solo da predestinati.
- 2. Paolo non è mai stato membro del diavolo (preconosciuto riguardo a una sua definitiva adesione), benché abbia compiuto alcuni atti simili a quelli della Chiesa dei malvagi.
- 3. I preconosciuti non sono parte della chiesa (cattolica, in senso proprio), poiché alla fine nessuna sua parte le sarà tolta, in quanto la carità predestinante che la tiene unita non verrà mai meno.
- 4. Le due nature, divina e umana, costituiscono un solo Cristo [concretamente, per unione]. E prosegue al capitolo X: ogni uomo è spirito [questo è spesso affermato dal beato Agostino nei suoi Commentari al Vangelo di Giovanni], dal momento che è composto di due nature.
- 5. Il preconosciuto per quanto talvolta, secondo la presente giustizia, possa essere nella giustizia, possa essere nella grazia - non fa però mai parte della santa chiesa [cattolica, in senso proprio]; il predestinato rimane sempre membro della chiesa, anche se qualche volta decade dalla grazia occasionale, ma mai dalla grazia della predestinazione.
- 6. La chiesa intesa come congregazione dei predestinati, che siano o no nella grazia secondo la presente giustizia, è un articolo di fede [così pensa il beato Agostino in sue varie opere: Super Johannem, Enchiridion, Super Psalmos, De doctrina christiana, e nel libro De praedestinatione].
- 7. Pietro non è oggi e non fu mai il capo della santa chiesa cattolica (universale, intesa in senso proprio).

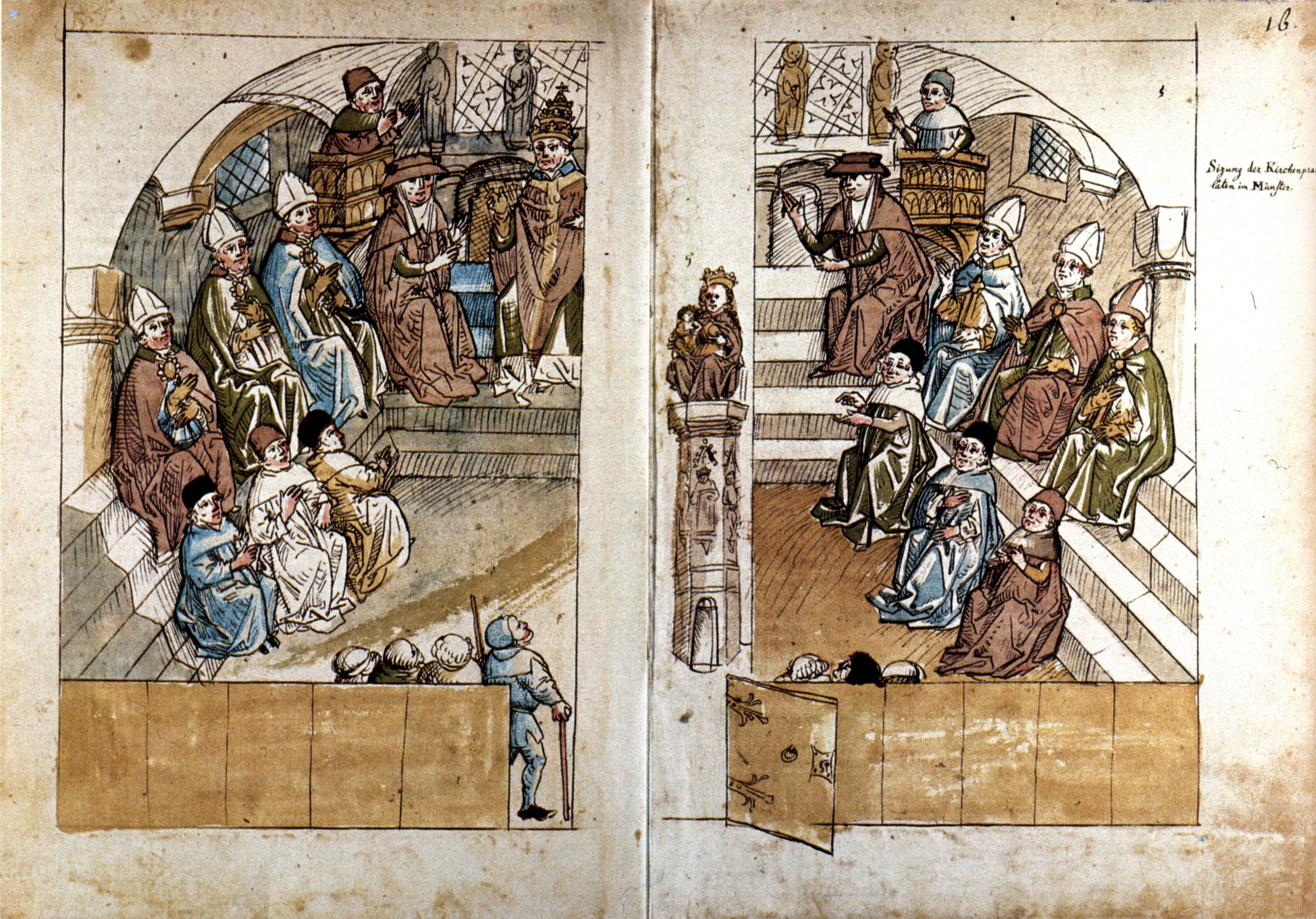
Il Concilio di Costanza

Per Hus solo Cristo è il capo della chiesa universale; rifacendosi ad Agostino, (Retractationes, I, 21, 1) e allo Pseudo-Agostino (Questiones Veteris et Novi Testamenti, 75) nel De ecclesia Hus scriveva «che Cristo abbia inteso fondare l'intera chiesa sulla persona di Pietro è contraddetto dalla fede nel Vangelo, dall'argomentazione di Agostino e dalla ragione». Agostino aveva scritto che «Tu es Petrus (Mt, 16, 18-19)» significava «Edificherò la mia chiesa sopra ciò che è stato confessato da Pietro quando diceva "Tu sei il Cristo, il Figlio del Dio vivente"». Infatti a Pietro non fu detto "Tu sei la pietra" ma "Tu sei Pietro". La pietra era invece il Cristo confessato da Simone» ("Tu es Petrus et super hanc petram aedificabo ecclesiam meam", dove il dimostrativo hanc si riferisce appunto a Cristo). L'interpretazione di Agostino fu però presto abbandonata e sarà ripresa da John Wyclif, Hus e poi da Lutero e dagli altri riformatori protestanti.
- 8. Quei sacerdoti che in qualsiasi modo vivono una vita criminosa contaminano la potestà sacerdotale e come figli infedeli [vedi Deuteronomio 32: "La perversa generazione e i figli infedeli"], ragionano da miscredenti a proposito dei sette sacramenti della chiesa, delle chiavi, gli uffici, le censure, i costumi, i riti e le cose sacre della chiesa, la venerazione delle reliquie, le indulgenze e gli ordini [Come afferma il Salmo 78: "Essi lo lusingavano con la loro bocca e gli mentivano con la loro lingua, perché il loro cuore non era retto, né essi erano fedeli al suo patto"].

Hus precisò nell'udienza dell'8 giugno 1415 nel Concilio di Costanza che quei sacerdoti «ragionano da miscredenti perché mancano di fede formata dalla carità e hanno ormai una fede morta».
- 9. La dignità papale trasse origine da Cesare e l'istituzione papale e la sua preminenza provennero dal potere di Cesare [Mi riferivo qui al potere temporale, alle insegne imperiali e alla supremazia riconosciuta al papa sulle quattro sedi patriarcali].

- 10. Nessuno può ragionevolmente affermare di sé stesso e di altri, senza rivelazione [particolare, perché è detto nell'Ecclesiaste 9: "Nessuno sa se è degno di grazia o di odio"], che è a capo di una chiesa particolare, neppure il romano pontefice può dire di essere il capo della chiesa romana.

Tratto dal De ecclesia, tranne l'ultima affermazione «neppure il romano pontefice [...]» che non esiste né nel De ecclesia né in altri testi di Hus.
- 11. Non bisogna credere che ogni romano pontefice, chiunque sia, è a capo [pur perseverando nei meriti della vita] di qualunque santa Chiesa particolare, salvo che Dio ve lo abbia predestinato.

Per Hus esistevano diverse chiese cristiane e quella romana è solo una di esse.
- 12. Nessuno fa le veci di Cristo o di Pietro [nell'ufficio e nel merito] se non lo segue nel modo di comportarsi, dal momento che nessun altro discepolato è più pertinente, né altrimenti [sotto alcun'altra condizione] colui ha ricevuto da Dio il potere di rappresentarlo; infatti per quell'ufficio di vicario si richiede [la compresenza di] conformità di vita morale e autorità di chi istituisce.

Tratto dal De ecclesia che a sua volta lo riprende dal De potestate papae di Wyclif.
- 13. Il papa non è vero e manifesto successore [nell'ufficio e nel merito] del principe degli Apostoli Pietro, se si comporta in modo contrario a Pietro e si lascia sedurre dalla cupidigia di denaro: in tal caso è vicario di Giuda Iscariota. Per lo stesso motivo i cardinali non sono veri e manifesti successori del collegio degli altri Apostoli di Cristo, salvo che vivano come vissero gli Apostoli, osservando i precetti e i consigli del nostro Signore Gesù Cristo.
- 14. I dottori che affermano che se alcuno, soggetto a censura ecclesiastica, rifiuti di lasciarsi correggere, debba essere consegnato al giudizio secolare, in pratica si comportano come il sommo sacerdote, gli scribi e i farisei i quali, di fronte al rifiuto di obbedienza del Cristo, dissero: «Non ci è lecito mettere a morte un uomo» e lo consegnarono al giudizio secolare [qui, com'è evidente, mi riferisco a coloro che consegnarono Cristo a Pilato]. Quei dottori, dunque, commettono un omicidio ancor più grave di quello di Ponzio Pilato [Mi riferisco qui agli otto dottori di Praga i quali scrissero che chiunque non avesse obbedito ai loro ordini sarebbe stato consegnato al braccio secolare].

Fu un episodio avvenuto nel 1413: gli otto dottori dell'Università di Praga consideravano la chiesa costituita da un capo, il papa, e da un corpo, il collegio dei cardinali; per loro, la chiesa era infallibile e di autorità stabiliva il senso autentico delle Scritture.
- 15. L'obbedienza ecclesiastica è obbedienza secondo l'invenzione dei preti della chiesa, prescindendo da ogni esplicito comandamento della Scrittura [qui mi riferivo a un'obbedienza ben distinta dall'obbedienza esplicita alla legge di Dio, come risulta evidente dall'articolo da cui la frase è tratta; ma Dio proibisce che tutta l'obbedienza della legge di Dio sia di quel genere che è anche chiamata, in un certo senso, obbedienza della chiesa].

L'articolo, tratto dal De ecclesia, è una citazione dal De officio regis di Wyclif. Hus distingue tre tipi di obbedienza: l'obbedienza "spirituale" alla legge di Dio, l'obbedienza "secolare" alle leggi civili e l'obbedienza "ecclesiastica" ai precetti della chiesa che non hanno fondamento sulla Scrittura.
- 16. L'ovvia distinzione fra gli atti umani è che sono virtuosi o malvagi. Perché, se un uomo è malvagio, agirà malvagiamente qualsiasi cosa faccia; se è virtuoso, agirà virtuosamente qualsiasi cosa faccia. La malvagità, la si chiami crimine o peccato mortale, infetta totalmente gli atti dell'uomo, mentre la virtù vivifica tutti gli atti di un uomo virtuoso.

Tratto dal De ecclesia, Hus richiamava il suo passo da Luca, 11,34: «Se il tuo occhio - la tua intenzione - è sano, non è depravato dal peccato, anche il tuo corpo - tutti i tuoi atti - è illuminato, puro al cospetto di Dio».
- 17. I sacerdoti di Cristo che vivono secondo la sua legge, che hanno conoscenza delle Scritture e desiderio di edificare il popolo, devono predicare malgrado una pretesa scomunica [ingiuriosa e illegale, comminata per malizia]. E poco oltre: se il papa o un altro prelato ordina a un sacerdote avente le suddette qualità di non predicare, l'inferiore non dovrebbe ubbidire.

Hus giustificava la sua disubbidienza con la preminenza data a Dio piuttosto che agli uomini: il cristiano ha diritto di giudicare se un ordine della chiesa proveniva da Dio piuttosto che da uomini.

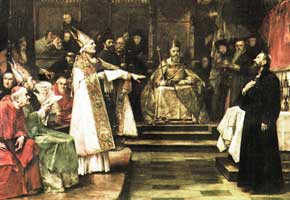
Jan Hus davanti ai padri del concilio, dipinto di Václav Brožík, 1883

- 18. Chiunque acceda al sacerdozio riceve, in conformità a questo preciso mandato, l'ufficio del predicatore [così affermano molti santi: Agostino, Gregorio, Isidoro, ecc.] e deve pertanto eseguire quel mandato malgrado ogni pretesa scomunica [illegale, ingiuriosa e comminata per malizia].
- 19. Servendosi delle censure ecclesiastiche di scomunica, sospensione o interdetto [spesso, ahimè, abusando di quelle censure che possono essere e spesso sono imposte legalmente] il clero assoggetta il popolo laico per innalzare se stesso, dà libero corso alla propria cupidigia di denaro, protegge la malvagità e prepara la via all'Anticristo. È evidente che provengono dall'Anticristo quelle censure che essi, nei loro processi, chiamano "fulminazioni". Il clero ne usa innanzitutto contro coloro i quali mettono a nudo la delinquenza con la quale l'Anticristo si è appropriato del clero.
- 20. Se il papa è malvagio e soprattutto se è preconosciuto, allora è un diavolo, come l'Apostolo Giuda, un ladro e un figlio di perdizione, e non è capo della santa chiesa militante [per quanto attiene alla perseveranza nella vita meritoria fino alla fine], non essendo neppure membro della chiesa.
- 21. La grazia della predestinazione è il legame che unisce indissolubilmente il corpo della chiesa e ogni suo membro con il suo capo.

Tratto dal Contra Stephanum Páleč, ove Hus citava Paolo, Romani, 8,35, 8,38, 8,39.
- 22. Un papa o un prelato malvagio e preconosciuto è un pastore solo in apparenza, in realtà è un ladro e un brigante [perché non è tale per il proprio ufficio e la vita meritoria, ma solo in base all'ufficio].

Tratto dal Contra Stephanum Páleč; il problema consisteva in ciò: se un papa malvagio resti papa in quanto la sua carica è indipendente dall'indole della persona - come sostenevano Paleč e i difensori delle prerogative papali - oppure se un papa malvagio non possa essere considerato papa e sia stata legittima la decisione del Concilio di Costanza di deporre Giovanni XXIII. Hus sostiene la seconda ipotesi.
- 23. Il papa non deve farsi chiamare «santissimo» neppure limitatamente al suo ufficio [perché Dio solo è santissimo], perché altrimenti anche un re dovrebbe esser chiamato santissimo secondo il suo ufficio e così pure il boia e l'araldo dovrebbero esser chiamati santi; in verità perfino il diavolo dovrebbe esser chiamato santo, essendo agli ordini di Dio.
- 24. Se il papa vive in modo contrario a Cristo, per quanto sia asceso al trono mediante un'elezione regolare e legittima secondo la costituzione umana in vigore, egli non è purtuttavia asceso al trono per opera di Cristo, ma per altra via [perché si è elevato per superbia al di sopra di Cristo], pur ammettendo che egli sia risultato prescelto mediante un'elezione compiuta in primo luogo da Dio. Infatti Giuda Iscariota fu eletto regolarmente e legittimamente all'episcopato da Gesù Cristo che è Dio, eppure egli s'introdusse per altra via nell'ovile delle pecore [perché non entra attraverso la porta stretta, cioè Cristo che dice: "Io sono la porta; chiunque entra attraverso me sarà salvato". Dissi questo a puro titolo d'ipotesi, in attesa di migliore informazione].

Qui Hus faceva riferimento alla deposizione di Giovanni XXIII, deposto dallo stesso Concilio per indegnità, benché la sua elezione fosse stata legittima.
- 25. La condanna dei 45 articoli di John Wycliffe pronunciata dai dottori è assurda e iniqua; errato è il presupposto su cui si fonda. Tale presupposto è che nessuno di tali articoli sia cattolico, ma che ognuno di essi sia eretico.

In realtà Hus sosteneva che 5 delle 45 proposizioni di Wyclif condannate dal Concilio di Costanza il 4 maggio 1415 fossero ortodosse.
- 26. Per il solo fatto che gli elettori o la maggioranza di essi abbia espresso a viva voce il proprio voto a favore di una data persona, secondo le consuetudini umane [come avvenne nel caso di Agnese che fu ritenuta papa legittimo della chiesa], tale persona non dev'essere considerata ipso facto legittimamente o, per quel solo fatto, vero e manifesto successore e vicario [nell'ufficio e nella vita meritoria] dell'Apostolo Pietro o di un altro Apostolo nell'ufficio ecclesiastico. Per cui, sia che elettori abbiano eletto bene o male, dobbiamo credere alle opere dell'eletto. Per tale ragione, quanto più uno si affatica meritoriamente a beneficio della chiesa, tanto maggior potere egli ottiene da Dio.

Con "Agnese", Hus si riferisce alla "papessa Giovanna", la cui leggenda era allora considerata ancora un fatto storico.

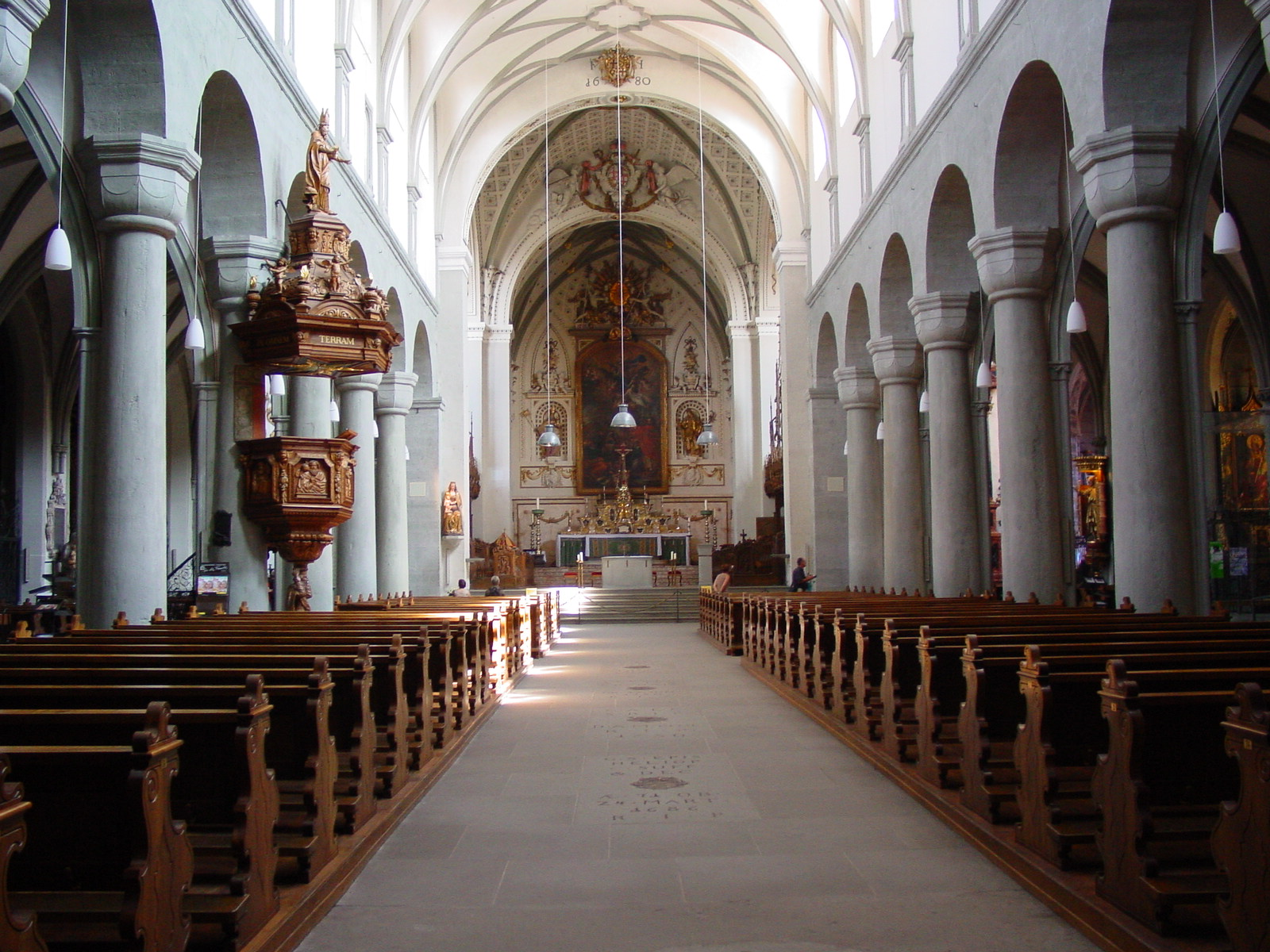
L'interno del duomo di Costanza

- 27. Non vi è un minimo barlume di evidenza nel fatto che vi debba essere un capo che regge la chiesa nelle questioni spirituali, che sia sempre a disposizione della chiesa militante [È evidente, dato che è risaputo che la chiesa è stata per lunghi periodi senza papa e così si trova tuttora dopo la condanna di Giovanni XXIII].

Tratto dal Contra Stanislaum di Hus, come i due successivi capi d'accusa.
- 28. Cristo, senza tali capi mostruosi [cioè senza Agnese e Giovanni XXIII e altri che furono eretici o per vari motivi dei criminali] reggerebbe molto meglio la sua chiesa mediante i suoi veri discepoli sparsi in tutto il mondo.
- 29. Gli apostoli e i fedeli sacerdoti del Signore avevano coraggiosamente organizzato la chiesa nelle cose necessarie alla salvezza ben prima che fosse istituito l'ufficio papale [per quanto riguarda il dominio e il governo temporale]. E così farebbero se non vi fosse più un papa - cosa possibilissima - fino al giorno del giudizio.

Nella Relazione stesa dallo scrittore di cronache e predicatore ceco Petr z Mladoňovic (1390-1451), si legge che quando, l'8 giugno 1415 fu letta questa proposizione nell'assise del Concilio, i presenti derisero Hus accusandolo di fare profezie. Hus rispose sostenendo che «al tempo degli apostoli la chiesa era governata infinitamente meglio di adesso. Che cosa impedisce a Cristo di reggerla meglio anche ora, senza quei capi mostruosi che ora abbiamo avuto, mediante suoi discepoli veri? Vedete! Ora non abbiamo nessun capo, eppure Cristo non cessa di reggere la sua chiesa».
- 30. Nessuno è signore in campo secolare, nessuno è prelato, nessuno è vescovo fintantoché sia in peccato mortale [per quanto attiene all'ufficio e alla vita meritoria, come i santi hanno affermato. Osea, 8, 4: "Si sono stabiliti dei re senza mio ordine, si sono eletti capi a mia insaputa". Lo stesso affermano anche i santi Gregorio, Bernardo, ecc.].

La proposizione, tratta dal Contra Stephanum Páleč di Hus, apparteneva a quelle di Wyclif condannate dal Concilio ma era considerata corretta da Hus.

### La sentenza

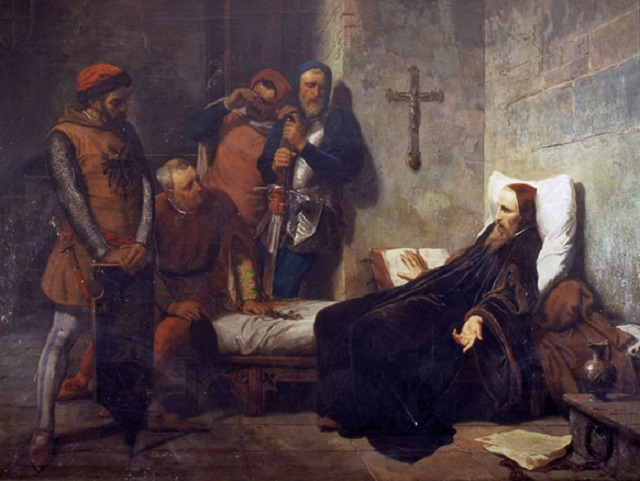
Enrico Gamba: Jan Hus in carcere

Il 23 giugno scrisse dal carcere all'amico Giovanni di Chlum: «Devi sapere che Páleč insinuò che non dovrei temere la vergogna dell'abiura, ma considerare invece il vantaggio che ne deriverebbe. E io gli risposi: "È più vergognoso essere condannato e bruciato che abiurare? In che modo potrei temere la vergogna? Ma dimmi il tuo parere: che cosa faresti tu se fossi certo di non essere incorso negli errori che ti sono imputati? Abiureresti?" E lui rispose: "È difficile". E si mise a piangere».
Il 5 luglio scrisse agli amici boemi: «Se mi dessero carta e penna, con l'aiuto di Dio, risponderei anche per iscritto: Io, Jan Hus, servo di Gesù Cristo in speranza, non intendo dichiarare che ogni articolo ricavato dai miei scritti sia errato, per non condannare i detti delle sacre Scritture e specialmente di Agostino».
Il giorno dopo, nel duomo di Costanza, fu dichiarato colpevole. La Relatio de Magistro Johanne Hus, stilata da Pietro Mladonovic, testimone di quella drammatica giornata, riporta vivamente i fatti.
«Fu eretto un palco simile a un tavolo nel mezzo dell'assemblea e della chiesa. Vi si pose sopra una specie di piedistallo, su cui furono sistemati i paramenti, la pianeta per la messa e gli abbigliamenti sacerdotali appositamente per procedere alla svestizione di mastro Jan Hus. Così, quando fu condotto in chiesa nei pressi del palco, cadde in ginocchio e pregò a lungo. Contemporaneamente, il vescovo di Lodi salì sul pulpito e pronunciò un sermone sulle eresie [...]».

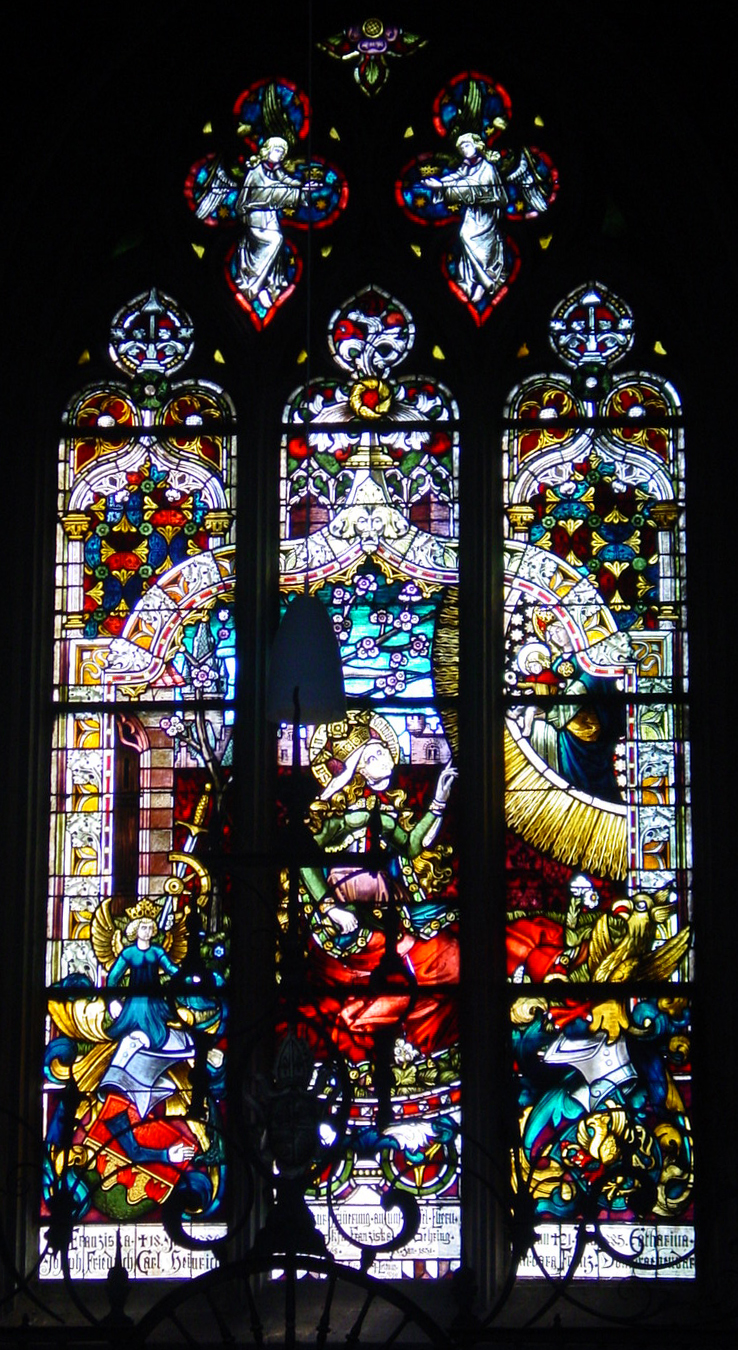
Vetrata del duomo di Costanza

Il revisore pontificio, Bernardo di Wildungen, lesse poi i capi d'accusa estratti dai suoi scritti, ai quali Hus cercò di replicare, ma gli fu imposto di tacere. Si lessero poi i capi d'accusa estratti dalle dichiarazioni rilasciate dai testimoni ascoltati al processo; «fra questi articoli c'era quello secondo cui, dopo la consacrazione dell'ostia, sull'altare permane il pane materiale o la sostanza del pane. Ve n'era anche uno per cui un prete in peccato mortale non può operare la transustanziazione, né consacrare, né battezzare [...]». Hus riuscì a rispondere di non aver «mai sostenuto, insegnato o predicato che nel sacramento dell'altare, dopo la consacrazione, permanga il pane materiale».
Lo accusarono anche di aver sostenuto di essere, lui, «la quarta persona della Deità. Tentavano di comprovare quest'accusa, citando un certo dottore. Ma il maestro gridò: "Nominate il dottore che ha deposto contro di me!". Al che, il vescovo che stava dando lettura della cosa rispose: "Non c'è alcun bisogno di nominarlo, qui e ora"».
Fu poi condannato il suo appello a Cristo e l'aver egli, scomunicato, continuato a predicare. Il vescovo italiano di Concordia lesse poi della sua condanna al rogo, unitamente a tutti i suoi scritti. «Mentre procedeva la lettura della sentenza, egli l'ascoltava in ginocchio e in preghiera con gli occhi levati al cielo [...] "Signore Gesù Cristo, io t'imploro, perdona tutti i miei nemici per amore del tuo nome. Tu sai che essi mi hanno accusato falsamente, che hanno prodotto falsi testimoni, che hanno orchestrato falsi capi d'accusa contro di me. Perdonali, per la tua sconfinata misericordia"».
Rivestito di paramenti sacri, fu invitato ad abiurare, ma rifiutò. Disceso dal palco, «i vescovi cominciarono subito a spogliarlo. Prima gli tolsero di mano il calice, pronunciando questo anatema: "O Giuda maledetto, perché hai abbandonato la via della pace e hai calcato i sentieri dei giudei, noi ti togliamo questa coppa della redenzione" [...] e così di seguito, ogni volta che gli toglievano uno dei paramenti, come la stola, la pianeta e tutto il resto, pronunciavano un anatema appropriato. Al che egli rispondeva di accogliere quelle umiliazioni con animo mansueto e lieto per il nome del nostro Signor Gesù Cristo».
Annullatagli la tonsura, gli posero sulla testa una corona di carta tonda, alta circa 45 centimetri, con tre diavoli dipinti e la scritta "Questi è un eresiarca". «A questo punto il re disse al duca Lodovico, figlio del defunto Clemente di Bavaria, che in quel momento gli stava di fronte, tenendo in mano il globo con la croce: "Va', prendilo in consegna!"». E costui ricevette in custodia il maestro e a sua volta lo diede nelle mani dei suoi aguzzini perché fosse condotto a morire».

### Il rogo

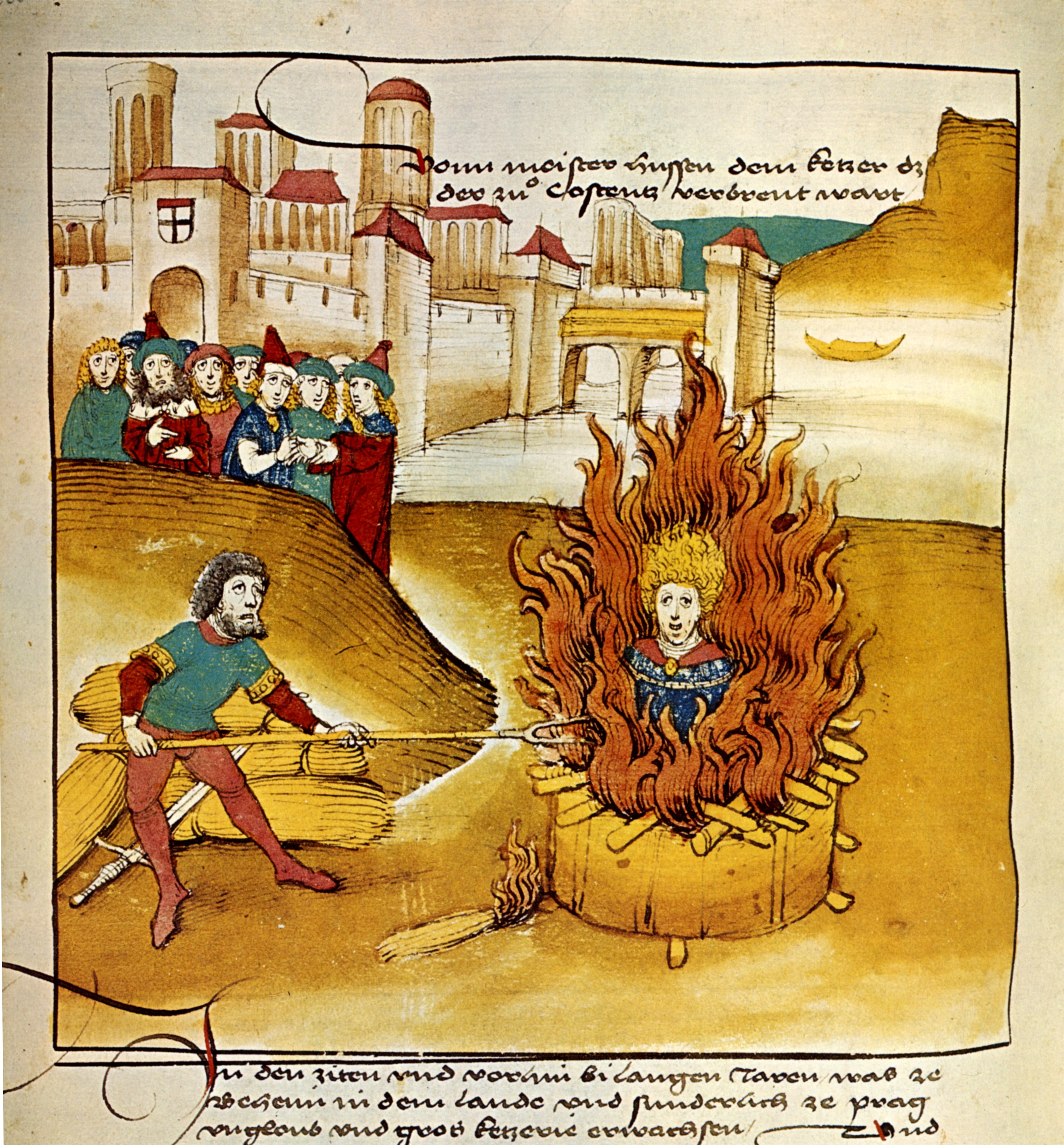
"Il rogo di Jan Hus" (Spiezer Chronik), opera di Diebold Schilling "il Vecchio" datata 1485

Portato fuori dalla chiesa, il corteo passò davanti al cimitero dove si stavano bruciando i suoi libri ed egli sorrise a quello spettacolo. Lungo la strada, «esortava gli astanti e quelli che lo seguivano a non credere che egli andasse a morire per gli errori che gli erano stati falsamente attribuiti e appoggiati dalla falsa testimonianza dei suoi peggiori avversari. Quasi tutti gli abitanti di quella città lo accompagnavano in armi a morire»
Giunto sul luogo del supplizio, che si trovava in un prato circondato da giardini - ora corrispondente alla Alte Graben Straße - s'inginocchiò e, mentre pregava, «quella scandalosa corona, raffigurante i tre demoni, gli cadde dalla testa ed essendosene accorto, sorrise. Alcuni dei soldati mercenari, che stavano lì intorno, dissero: "Rimettetegliela su; che sia bruciato coi demoni suoi signori che ha servito in terra"».
Denudato, le mani legate dietro la schiena, fu legato a un palo con funi e con una catena intorno al collo. Gli misero sotto i piedi due grandi fascine di legna mista a paglia e altre intorno al corpo fino al mento. Esortato ancora ad abiurare, «levati gli occhi al cielo, replicò ad alta voce: "Dio m'è testimone che mai insegnai le cose che mi sono falsamente attribuite e di cui falsi testimoni mi accusano. Egli sa che l'intenzione dominante della mia predicazione e di tutti i miei atti e dei miei scritti era solo tesa a strappare gli uomini dal peccato. E oggi [...] sono pronto a morire lietamente"».
Allora si accese il rogo. Hus cominciò a cantare, uno dopo l'altro, due inni «ma come egli cominciò a cantare il terzo inno, una folata di vento gli coperse il volto di fiamme. E così, pregando nell'intimo, muovendo appena le labbra e scuotendo il capo, spirò nel Signore. Prima di morire, mentre pregava in silenzio, sembrò balbettare giusto il tempo sufficiente a recitare due o tre volte il "Padre nostro"».
Consumata la legna e le funi dal fuoco, «i resti di quel corpo rimasero in catene appesi per il collo; allora i boia tirarono giù le membra abbrustolite e il palo. Le bruciarono ulteriormente, portando altra legna al fuoco da un terzo carico. Poi, camminando torno torno, spezzarono le ossa a bastonate per farle bruciare più presto. Quando trovarono la testa, la fecero a pezzi con i randelli e la gettarono sul fuoco. Quando trovarono il cuore in mezzo alle interiora, dopo aver appuntito un bastone come uno spiedo, lo infilzarono sulla punta e fecero particolare attenzione a farlo arrostire e consumare, punzecchiandolo con le lance, finché non fu ridotto in cenere».
Bruciati anche scarpe e vestiti perché non potessero servire da reliquie, «caricarono tutte le ceneri su di un carro e le buttarono nel Reno che scorreva lì vicino».

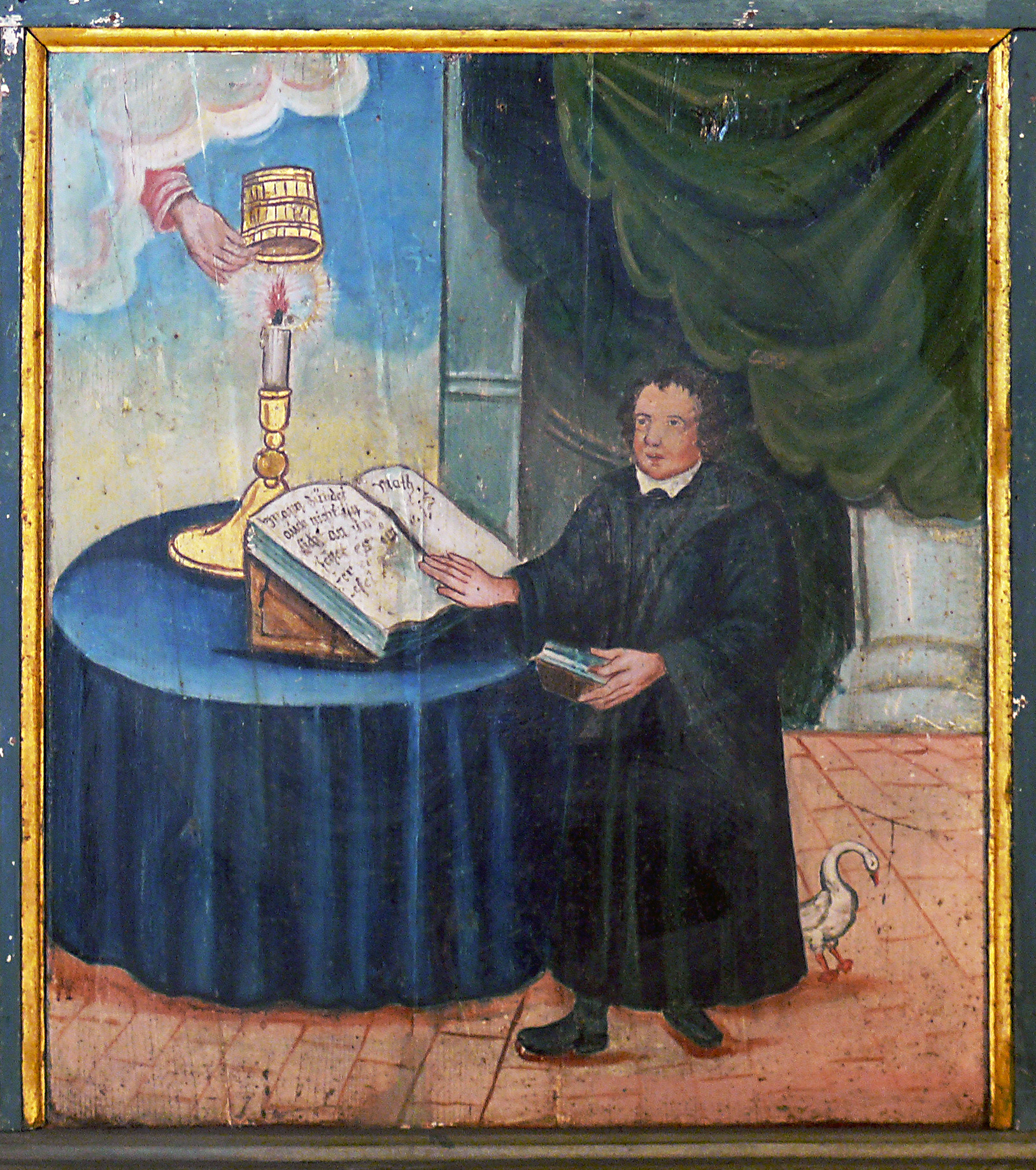
Il predicatore e pittore Hans Stiegler dipinse nel XVIII secolo un'oca dietro a Lutero per significare che Jan Hus fu un precursore di Lutero. Il quadro è visibile nella protestante "Amanduskirche" di Freiberg am Neckar

Prima della sua esecuzione Hus avrebbe dichiarato: «Oggi voi bruciate una debole oca, ma dalle ceneri sorgerà un cigno» (Hus, infatti, in ceco significa "oca"). Più tardi gli agiografi intesero questa frase come una premonizione della venuta di Lutero e quindi assegnarono a quest'ultimo il cigno come simbolo. Johannes Bugenhagen citò questo riferimento nel suo discorso funebre che tenne in onore di Lutero il 22 febbraio 1546 nella chiesa del castello di Wittenberg: «Potete bruciare un'oca, ma tra cent'anni arriverà un cigno che non sarete in grado di bruciare». Nel 1566 la battuta fu ripresa dal primo biografo di Lutero, Johannes Mathesius, come una delle autentiche profezie che dimostrano l'ispirazione divina della missione di Lutero.

### Percorso di riconciliazione

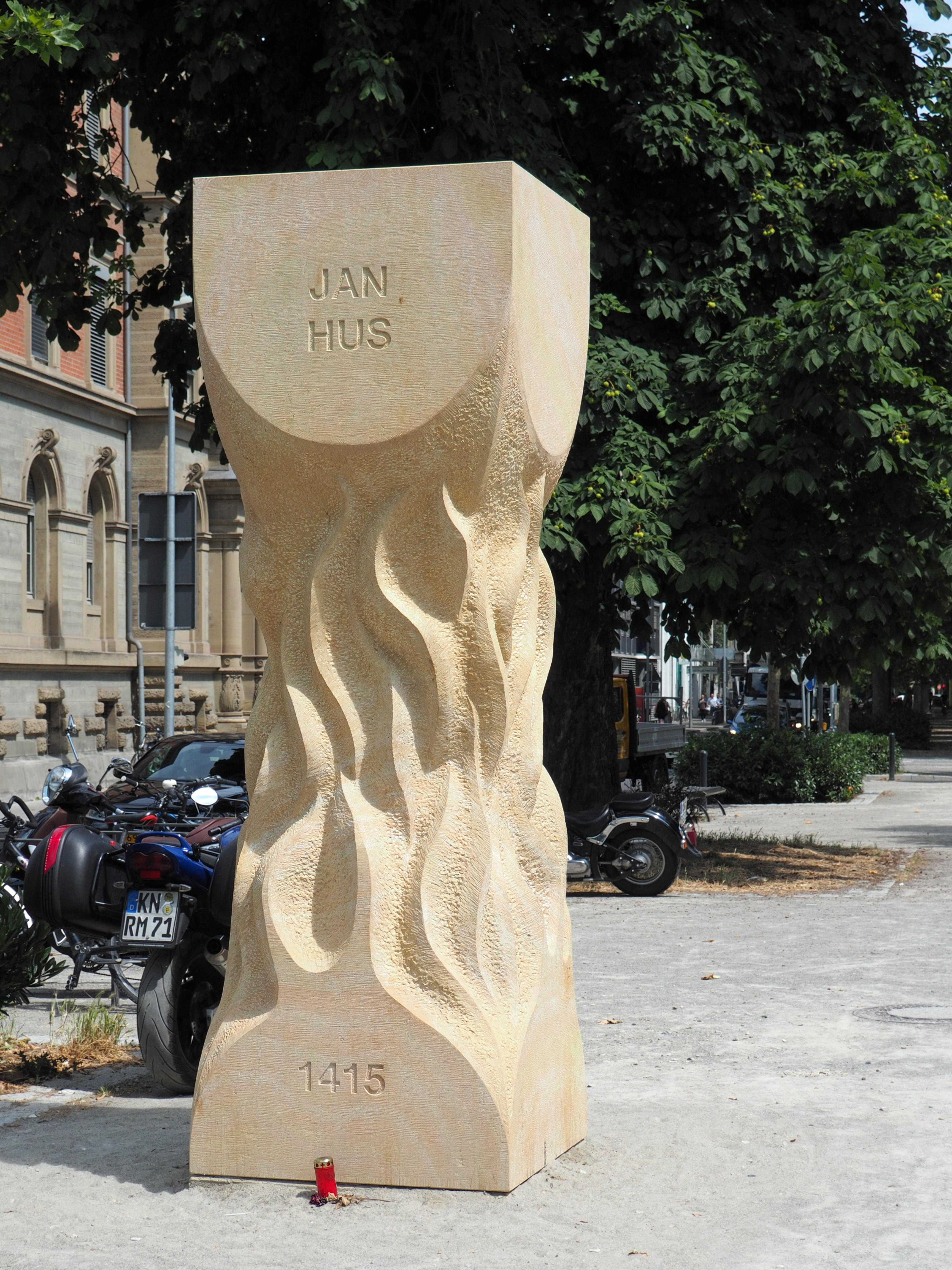
Monumento della scultrice ceca Adéla Kačabová di Hořice dedicato a Jan Hus e al suo amico, l'eretico Girolamo da Praga a Costanza. Realizzato a forma di calice in fiamme davanti alla "Lutherkirche", sulla strada che collega la cattedrale di Costanza, (dove il 6 luglio 1415 fu pronunciata la sentenza di morte) con il luogo esatto in cui Jan Hus fu bruciato sul rogo. Il monumento è stato inaugurato solennemente il 6 luglio 2015, nel 600º anniversario

Una statua a forma di calice circondata dalle fiamme di un rogo rappresentante un simbolo a perenne ricordo e facente parte del progetto "Maestro Jan Hus - Via verso la Riconciliazione" è stata realizzata dalla giovane scultrice e studentessa Adéla Kačabová della scuola di scultura di Hořice davanti alla Lutherkirche di Costanza. L'autrice era stata scelta l'anno precedente  per le sue opere e dopo premiata dall'amministrazione comunale per il nuovo monumento realizzato con l'aiuto degli studenti della scuola. Motivo dell'opera è la rappresentazione del simbolismo di Jan Hus e soprattutto il ricordo della sua terribile morte sul rogo, un monito contro l'intolleranza e definito il "percorso di riconciliazione"
anche perché installato sulla strada che porta alla cattedrale di Costanza, (dove il 6 luglio 1415 fu pronunciata la sentenza di morte) con il luogo esatto in cui Jan Hus fu bruciato sul rogo.
All'inaugurazione , avvenuta nel luglio 2015 a Costanza, hanno partecipato anche il Patriarca della Chiesa Neohussita della Repubblica Ceca, Tomáš Butta, il Presidente della Camera dei Rappresentanti della Repubblica Ceca, Jan Hamáček, e la Vicepresidente del Senato, Miluše Horská.

## Il pensiero di Hus

### La verità

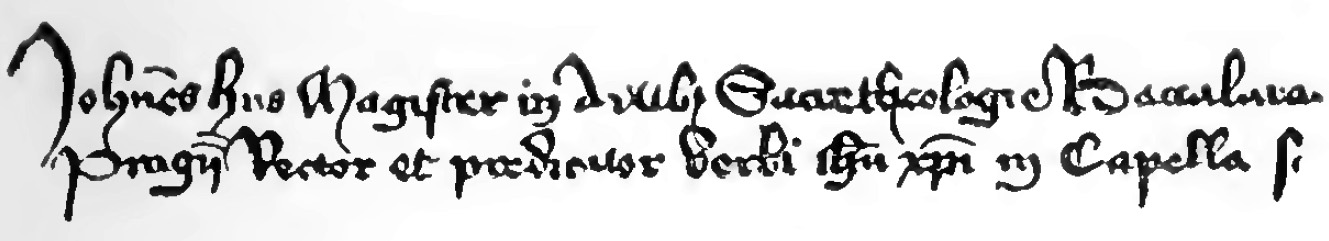
Manoscritto del maestro Jan Hus del 1400 circa conservato presso l'università Carolina di Praga, considerata fra le più prestigiose al mondo

L'elemento centrale del pensiero di Hus risiede nella nozione di verità. Realista nel senso della filosofia scolastica - la verità non è un'opinione, un concetto esistente unicamente nell'intelletto umano, ma ha una realtà indipendente dall'uomo, è la realtà delle cose - come cristiano, per Hus la verità è la testimonianza di Cristo il quale, in quanto Dio incarnato, in quanto uomo, è conoscibile dall'uomo. Dunque la verità è la testimonianza di Cristo, registrata nelle Scritture; ma Hus precisava che il cristiano deve rimanere costante nella fede e «nella conoscenza di questa triplice verità: prima, quella contenuta evidentemente nella Scrittura, poi quella che fu toccata dalla ragione infallibile e infine quella che il cristiano fece sua partendo dalla propria esperienza personale. Fuori di tale verità nulla deve essere affermato o riconosciuto come vero».

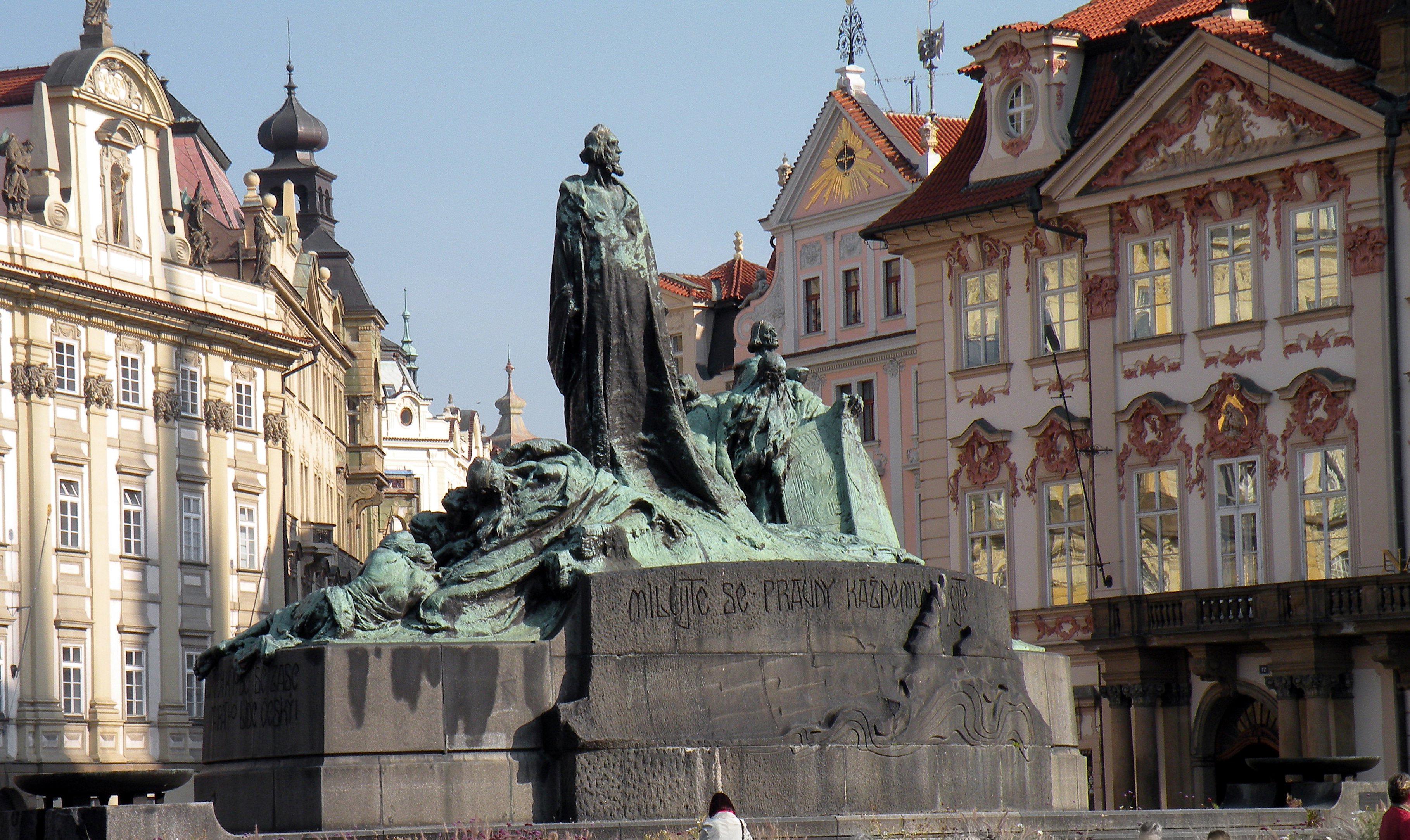
Monumento a Jan Hus, Praga

Sembra che le tre fonti di verità così elencate non siano concepite in contraddizione da Hus, per il quale la fede in Cristo dovrebbe trovare conferma nella ragione e questa nell'esperienza di ciascuno; la verità resta unica ma può essere comprensibile a chiunque: non ci sono uomini che ne siano i depositari e non può essere in contraddizione con la condotta di vita di ciascuno. Così la vita di Cristo è esemplare perché è espressione della verità da lui testimoniata e morì per averla espressa, così per difendere la verità ciascuno può sacrificare la propria vita.
La mancanza di verità non è semplice errore ma per Hus è menzogna e la lotta contro la menzogna è affermazione tanto del vero quanto del giusto, perché la verità non può che essere giustizia; è qui la radice rivoluzionaria che sarà colta dai suoi seguaci: si deve dare la vita per difendere la verità e affermare così la giustizia; tale elemento va unito alla concezione della Chiesa, ripresa da Wyclif, come insieme di tutti gli eletti, i predestinati, i quali, fatto salvo da Hus il libero arbitrio, sono tali in quanto guadagnano da Cristo, e non dagli uomini che pretendono di rappresentarlo, la propria salvezza.

### La "Papessa Giovanna"
Sostenendo la tesi che un religioso "non è legittimato dal ruolo che ha nella gerarchia indipendentemente dalla condotta morale", continua affermando che: "anche Giovanni XXIII" (l'antipapa) "o la foemina Agnese" (forse si chiamava cosí) "Papessa Giovanna dovrebbero essere considerati dei giusti". 
Hus citando la Papessa, frase che non genera reazioni, crede che sia effettivamente esistita. Secondo lo storico detto Platina nel suo "Delle vite de'Pontefici tradotto in lingua volgare", anno 1552, (fortunatamente non toccata dalla censura del concilio di Trento) il personaggio in questione sembra essere storicizzato.

### L'influsso di Wyclif
L'adesione di Hus alle teorie di Wyclif appare nel suo Commento alle Sentenze, ove accettava il realismo filosofico dell'inglese in contrasto con l'orientamento nominalista dei teologi praghesi. Ma si differenziava nella dottrina eucaristica dove, nonostante le accuse mossegli dagli inquisitori, la sua interpretazione era ortodossa, mentre Wyclif negava la transustanziazione e affermava che il pane resta tale nella consacrazione e se l'inglese sosteneva l'assoluta illegittimità delle indulgenze, Hus si limitò a denunciarne gli abusi.
Di Wyclif condivideva invece la denuncia dello stato in cui versava la Chiesa, la corruzione degli ecclesiastici e la loro pretesa di essere insindacabili dai fedeli laici. Nel suo trattato De ecclesia mostrò la separazione esistente tra la chiesa gerarchica e istituzionale e la comunità dei cristiani uniti dalla fede e dall'osservanza dei precetti divini: quest'ultima, chiamata universitas praedestinatorum, era per Hus la vera chiesa santa e cattolica.

### IlDe ecclesia

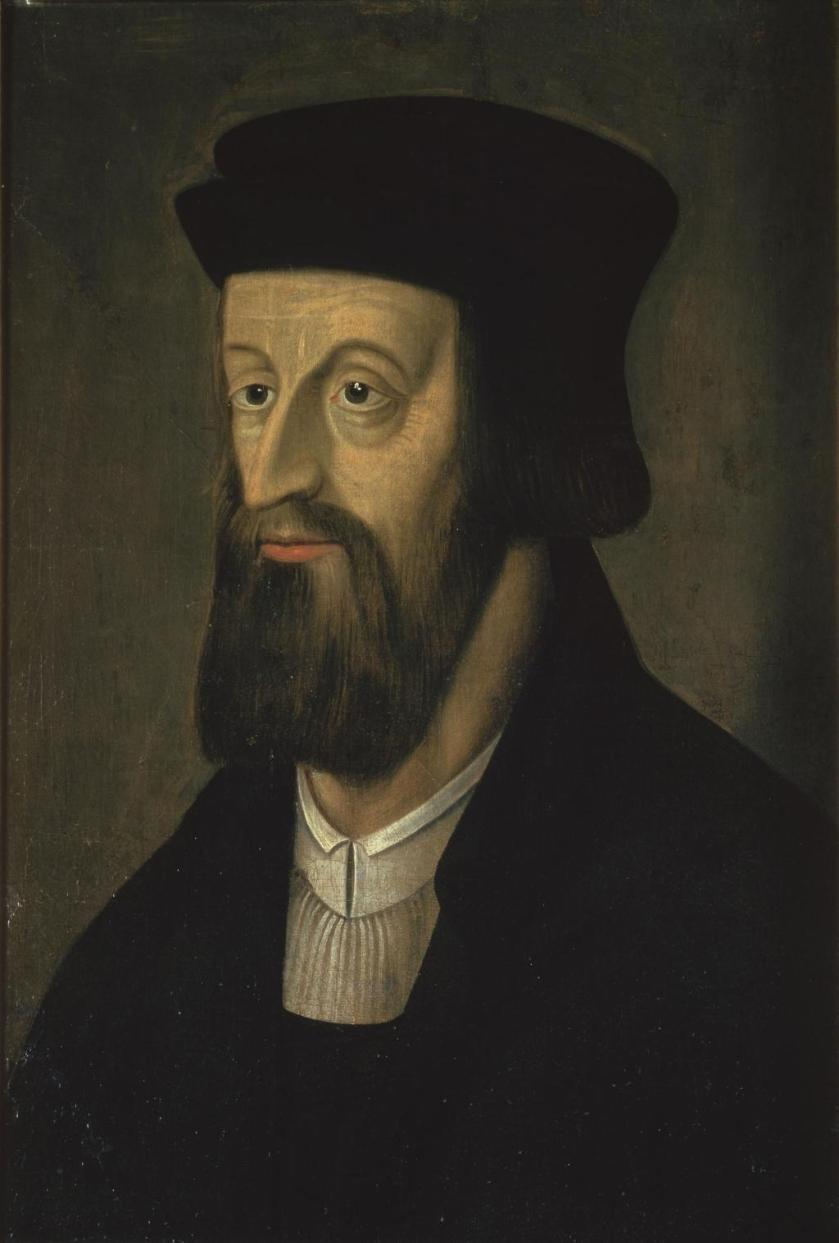
Jan Hus

Iniziato a scrivere a Praga nel 1412, il De ecclesia fu terminato verso il maggio 1413 nel periodo della sua lontananza da Praga: inviato nella capitale per ricavarne diverse copie, il trattato fu diffuso l'8 giugno 1413 dalla Cappella di Betlemme.
Cristo è il capo della chiesa e a lui solo spetta il titolo di «sommo Pontefice». La chiesa universale è l'assemblea dei predestinati, che possiamo distinguere solo dal loro modo di vivere e dalle loro azioni: solo costoro possono essere considerati vescovi o pontefici. Chi non ha una condotta conforme a quella degli apostoli, non può essere legittimo detentore di una carica ecclesiastica e può e deve essere deposto; a costoro è lecito disubbidire e resistere.
Vi sono segni che mostrano l'indegnità della carica rivestita dagli ecclesiastici: «Il primo segno dell'indegnità del papa è quando, dimenticando la legge di Dio e i devoti testimoni dell'Evangelo, si dà tutto alle umane tradizioni [...] il secondo segno è quando il papa e i prelati ecclesiastici, abbandonando la conversazione di Cristo, si immergono negli affari mondani. Il terzo segno è quando il papa mette a capo dei ministeri di Cristo i mercanti di questo mondo, e per le esigenze della vita mondana, tartassa le chiese povere.
Il quarto segno è quando, o per suo comando o perché degli inetti sono preposti alla cura pastorale, priva della Parola di Dio le anime che dovrebbe salvare [...] l'uccisione e la perdizione delle pecorelle di Cristo sono i due peggiori peccati, per il fatto che la vivificazione per grazia e la glorificazione delle pecorelle sono i loro massimi beni, ai quali si oppongono l'uccisione e la distruzione [...] è chiaro che coloro che uccidono le anime sono ministri dell'Anticristo e di Satana.
Da ciò si deduce che ribellarsi al papa che travia è obbedire al Cristo Signore: cosa che frequentemente avviene, quando si tratta di provvedimenti che risentono di interessi personali. Perciò chiamo a testimone tutto il mondo che la distribuzione dei benefici da parte del papa semina dappertutto mercenari nella chiesa, gli dà occasione di gonfiare esageratamente la sua potestà vicaria, di dar troppo valore alla dignità mondana, di voler ostentare una falsa santità».

### Eredità culturale
Tomáš Masaryk usò il nome di Hus nel suo discorso all'Università di Ginevra il 6 luglio 1915, per la difesa contro l'Austria e nel luglio 1917 per il nome del primo corpo di truppe delle sue legioni in Russia.

## La bolla "Inter Cunctas" (1418)
Come in parte detto precedentemente riguardo l'influenza avuta dalle tesi di Wyclif, le tesi di Jan Hus riguardanti argomenti quali il purgatorio, le scomuniche, i "veri fedeli" e la Chiesa invisibile, le indulgenze, il "mandato" di Gesù Cristo agli apostoli e l'eucaristia saranno condannate, due anni dopo la sua morte, nella bolla emessa il 22 febbraio 1418 dal "nuovo" Papa Martino V (unico e vero, dopo le vicissitudini di tre pontefici contemporanei poi risolte dal Concilio di Costanza), denominata Inter Cunctas. Pertanto vengono anche condannati, come lo sono i seguaci di Wyclif, i Lollardi, anche gli Hussiti, seguaci del pensatore boemo.Le tesi dei due pensatori furono già condannate nel decreto del contemporaneo concilio di Costanza (Haec sancta). La bolla destinata soprattutto  agli inquisitori riguarda 40 domande da porre a chi è sotto inchiesta. Sono ben 45 le tesi contestate a Wyclif e 30 a Jan Hus. I loro seguaci vengono designati nella bolla con i termini rispettivamente  di "wyclifiti" e "hussiti".

## Jan Hus e il libro di Mussolini (1913)
Anche il futuro dittatore italiano Benito Mussolini si interessò a Jan Hus in uno scritto giovanile, quando egli era un convinto socialista. L'opera apparve nel 1913, quando Mussolini viveva a Oneglia (oggi parte della città di Imperia), ed era frutto del grande fascino che la figura di Hus aveva esercitato su Mussolini stesso, che era giunto anche ad autodefinirsi "vero eretico" e a porsi l'obiettivo, come scrisse,  di spingere l'eventuale lettore «all'odio per qualunque  forma di tirannia spirituale e profana, sia essa teocratica o giacobina». Già tra marzo e aprile 1908, d'altronde, erano apparsi articoli fortemente anticlericali, a Oneglia, sul giornalino "La lima", articoli riconducibili proprio a Mussolini visto che la firma in calce agli articoli (ancora "La lima") era sicuramente un suo pseudonimo.
Il pamphlet è stato oggetto di analisi da parte di Pavel Helan, professore di Storia alla Facoltà di Teologia Hussita dell'Università Carolina di Praga e autore del saggio Duce a kacíř: literární mládí Benita Mussoliniho a jeho kniha Jan Hus, muž pravdy ["Il duce e l'eretico: l'attività letteraria del giovane Benito Mussolini e il suo libro 'Giovanni Huss il veridico'"]. Lo studioso ha confrontato Mussolini con il riformatore "eretico" medievale nella prospettiva degli effetti che l'attività di ognuno dei due uomini avrebbe innescato sui loro Paesi e nei loro tempi.
Dopo la firma dei Patti Lateranensi Mussolini fece togliere dalla circolazione il suo antico testo, che venne pubblicato in riproduzione anastatica solo nel 1948, con prefazione di Renzo De Felice. Negli Stati Uniti, invece, il testo fu pubblicato due volte, tradotto in inglese, negli anni 1929 e 1939.
Commentando l'episodio in cui i padri conciliari a Costanza lessero a Hus i trenta capi d'accusa contro di lui, Mussolini scriveva: «Hus avrebbe preferito che gli fosse posta una mola di asino al collo e che il gittassero in mare». E ancora, a proposito del fatto che il priore agostiniano di Erfurt Proles (predecessore del teologo von Staupitz che avrebbe attaccato Lutero) citò a Hus un versetto da Ezechiele 34, «Io sono al di sopra dei pastori, non il popolo», come argomento di autorità circa l'infallibilità papale, e che Hus negò l'autenticità di quel versetto suscitando una risata generale, Mussolini commentava: «Peccato che nessuna Bibbia attuale la riporti più, in quanto reputata effettivamente falsa da tutti i successivi esegeti e studiosi dell'Antico Testamento».

## Opere
- De ecclesia, (1413)
- Expositio Decalogi, De corpore Christi, De sanguine Christi, Praga, 1903
- Super IV Sententiarum, Praga, 1905
- Sermones de sacntis, Praga, 1908
- Sermones de tempore qui Collecta dicuntur, Praga, 1959
- Polemica, Praga, 1966
- Passio Christi, Praga, 1973
- Postilla adumbrata, ed. G. Silagi (Corpus Christianorum. Continuatio Mediaevalis 261), Turnhout: Brepols Publishers (ISBN 978-2-503-55275-0)
- De orthographia Bohemica (1406-1412)